# Albert Polnariow

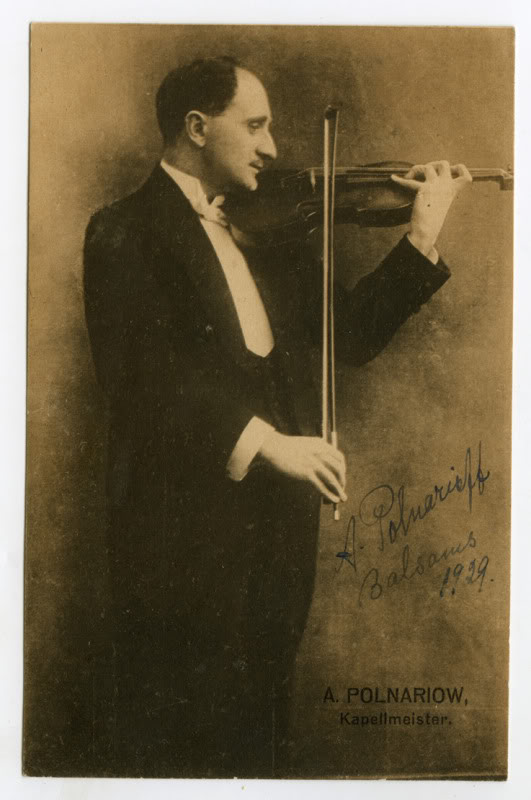
Albert Polnariow

Albert Abraham Icko Polnariow (Polnarioff) (* 10. April 1880 in Kobeljaky, Russisches Kaiserreich (heute: Ukraine); † 1. Januar 1963 in New York City) war ein russischer Violinist, Komponist, Dirigent, Kapellmeister und Lehrer.

## Biographie
In der Zeit vor dem Nationalsozialismus war Albert Polnariow Kapellmeister in Hamburg. Nach seiner Emigration in die USA war er als Violinlehrer tätig, u. a. von Paul E. West und Jesse Levine.
Bekannt ist Albert Polnariow durch kleinere Stücke der Unterhaltungsmusik. Daneben publizierte er auch die pädagogische Schrift "Warm-up Exercises for the Violin: And Extracts from the Book, 'The Violinist's Are-unveiling the Mystery'" (1955).
Albert Polnariow war der Gründer des 'Violin, Viola and Violoncello Teachers Guild'.

## Werke
- Abenddämmerung im Taunus, für Violine mit Pianoforte (Hamburg, 1915)
- Esplanade (Tango) (Hamburg, 1915)
- Hour of Love (New York, 1946)
- Romana (Walzer-Boston) (Hamburg, 1915)
- Valse d'Amour (Valse Boston) (Hamburg, 1915)